# Ромуло Бетанкур
Ро́муло Бетанку́р (ісп. Rómulo Ernesto Betancourt Bello ісп. вимова: [ˈromulo βetaŋˈkuɾ]), відомий як "Батько венесуельської демократії"; 22 лютого 1908 — 28 вересня 1981) — президент Венесуели у 1945–1948 та 1959–1964 роках.

## Біографія
Ще студентом Бетанкур узяв участь у демонстрації проти диктатури Вісенте Гомеса і через це у лютому 1928 року був заарештований та ув'язнений. 1930 року в Коста-Риці Бетанкур на деякий час вступив до лав комуністичної партії, надалі він вийшов з неї та став антикомуністом.
1936 року, після смерті Вісенте Гомеса та з приходом до влади генерала Елеасара Лопеса Контрераса, Бетанкур повернувся до Венесуели та 1941 року заснував опозиційну реформістську партію «Демократична дія», ставши одним з її лідерів. У жовтні 1945 року Бетанкур брав участь в усуненні генерала Ісайаса Медіни Ангаріти, який перебував при владі з 1941 року.
Після державного перевороту його партія стала урядовою, а Бетанкура було призначено на посаду президента. Він обіймав цю посаду до 1948 року. В листопаді 1948 року в результаті військового перевороту до влади у Венесуелі прийшов генерал Маркос Перес Хіменес. Бетанкур емігрував з країни.
1958 року після усунення Хіменеса від влади в результаті збройного повстання Бетанкур повернувся на батьківщину та в лютому 1959 року знову став президентом. Він розпочав перетворення в країні: почав надавати землю безземельним селянам, покращив систему освіти й соціального захисту та намагався диверсифікувати економіку. Негативно ставився до диктатури Рафаеля Трухільйо у Домініканській республіці, проте у той же час Бетанкур стояв на антикомуністичних засадах, займав ворожу позицію до Куби та країн соціалістичного блоку. Висунув «доктрину Бетанкура», що містила заклик до латиноамериканських держав не підтримувати дипломатичні відносини з урядами, що прийшли до влади недемократичним шляхом, маючи на увазі, в тому числі, Кубу.
1962 року після спроб лівих організувати повстання на флоті Бетанкур призупинив громадянські свободи в країні та заарештував комуністів з Конгресу. Бетанкур не став висувати свою кандидатуру на наступних виборах. До влади в березні 1964 року прийшов Рауль Леоні.
Помер Бетанкур у Нью-Йорку 28 вересня 1981 року.